# Acervo de brasões no Museu Paulista

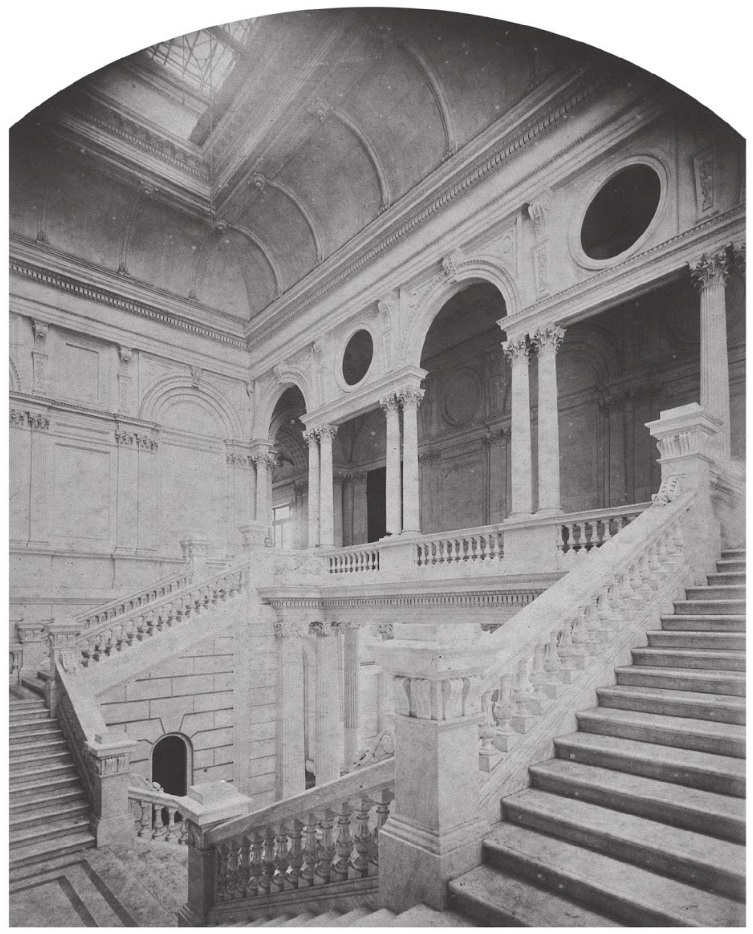
Fotografia de Guilherme Gaensly da escadaria do Museu Paulista, em 1892. Os brasões de José Wasth Rodrigues foram inseridos nos semicírculos, na parte superior.

O Acervo de brasões no Museu Paulista reúne brasões na coleção do Museu Paulista. Destacam-se no acervo nove peças de José Wasth Rodrigues, com imagens dos brasões das cidades mais antigas de São Paulo. São estas: Itanhaém, Itu, Parnaíba, Porto Feliz, Santos, São Paulo, São Vicente, Sorocaba e Taubaté. São posteriormente adicionadas insígnias de outras cidades no acervo, inclusive de outros estados, como Santa Catarina.
Os brasões foram integrais ao Programa Decorativo de Afonso Taunay, que inseriu uma perspectiva paulista na interpretação dominante da Independência. Foi o próprio Taunay quem encomendou as peças a Rodrigues, em 1925. O trabalho foi pago pelo Automóvel Club de São Paulo e pelo Club Comercial de São Paulo. Os governos municipais das nove cidades representadas apoiou a inserção, em alto relevo, de informações como nome e data de fundação dos municípios representados. Taunay participou diretamente da elaboração dos brasões assim como da escolha da localização de cada peça e da respectiva moldura. Em carta, por exemplo, debateu com o então prefeito de Porto Feliz, Antônio Henrique Sampaio, a inserção de bandeirantes ladeando o desenho principal e a redação da divisa.
Expostos pela primeira vez no início de 1926, os brasões feitos por Rodrigues foram colocados em arcadas cegas, sobre a escadaria, no museu. A disposição foi: os brasões de Santos, São Paulo e São Vicente foram colocados perto do Salão de Honra do museu. Compõem, com as ânforas e os retratos dos artífices da Independência, a decoração da entrada do museu.
Em nota, à época, o jornal Correio Paulistano destacou as obras de Rodrigues como elementos centrais na aspiração de reconstituir a influência dos bandeirantes. Foi destacado que, em todas as insígnias, há a presença de elementos que remetam ao imaginário das bandeiras e monções.

Em virtude da importância das obras realizadas por Rodrigues, brasões que produziu foram, posteriormente, instituídos como emblemas oficiais de alguns dos municípios representados.

## Lista de brasões
| Imagem | Título                                 | Criador                 | Cidade               | Objeto retratado                                                                                         | Número de inventário | Referência     |
| ------ | -------------------------------------- | ----------------------- | -------------------- | --- | -------------------- | -------------- |
|        | Brasão de São Vicente                  | José Wasth Rodrigues    | São Vicente          | brasão arma de fogo caravela mar bota chapéu Portugueses                                                 | 1-10551-0000-0000    |                |
|        | Brasão de Laguna                       | José Wasth Rodrigues    | Laguna               | brasão arma de fogo bota chapéu anjo cruz militar Bandeirantes                                           | 1-10552-0000-0000    | MAHofkK65nNKuA |
|        | Brasão de Mogi das Cruzes              | José Wasth Rodrigues    | Mogi das Cruzes      | brasão flecha arma de fogo bandeira bota chapéu Bandeirantes                                             | 1-10562-0000-0000    | owG7Org3F3eoog |
|        | Brasão de Itú                          | José Wasth Rodrigues    | Itu                  | brasão bandeira vestuário                                                                                | 1-10664-0000-0000    | XwGewjWJMcSBtg |
|        | Brasão de São Francisco do Sul         | José Wasth Rodrigues    | São Francisco do Sul | brasão caravela mar arma de fogo armadura cavaleiro chapéu bota                                          | 1-10670-0000-0000    | aQGa9aISjq7rZg |
|        | Brasão de Parnaíba                     | José Wasth Rodrigues    | Santana de Parnaíba  | brasão mapa Brasil bandeira arma de fogo chapéu bota Brasão de Santana de Parnaíba                       | 1-10677-0000-0000    | awGS5eP3C3oTvQ |
|        | Brasão de Lorena                       | José Wasth Rodrigues    | Lorena               | brasão arma de fogo barco água militar Bandeirantes                                                      | 1-10678-0000-0000    | mgESj5-ffLQVWw |
|        | Brasão de Jaú                          | José Wasth Rodrigues    | Jaú                  | brasão asa homem piloto aviador hélice chapéu bota                                                       | 1-10679-0000-0000    | XAGPOM1jOXa5Zw |
|        | Brasão com Armas de São Paulo          | José Wasth Rodrigues    | São Paulo            | brasão armadura bandeira cruz                                                                            | 1-19224-0000-0000    | VAEmyM_iyud0Yw |
|        | Brasão com Armas de Santos             | José Wasth Rodrigues    | Santos               | brasão                                                                                                   | 1-19228-0000-0000    |                |
|        | Brasão com Armas de São Vicente        | José Wasth Rodrigues    | São Vicente          | brasão                                                                                                   | 1-19229-0000-0000    |                |
|        | Brasão com Armas de Cananéa            | José Wasth Rodrigues    | Cananéia             | brasão Bateia Cruz da Ordem de Cristo nau cavaleiro armadura                                             | 1-19230-0000-0000    | tQGkinriQCL-RA |
|        | Brasão com Armas de Jaú                | José Wasth Rodrigues    | Jaú                  | brasão João Ribeiro de Barros hélice asa                                                                 | 1-19225-0000-0000    | zgEuKh2YZWlqSQ |
|        | Brasão com Armas de Santo André        | José Wasth Rodrigues    | Santo André          | brasão Tibiriçá João Ramalho cocar lança arma torre galho de louro capacete latim Brasão de São Bernardo | 1-19227-0000-0000    | PgHyAhSiytqm0Q |
|        | Brasão de Mogi das Cruzes              |                         |                      | brasão Brasão de Mogi das Cruzes                                                                         | 1-09264-0000-0000    |                |
|        | Brasão do Rio Preto                    | Luísa da Fonseca        |                      | brasão                                                                                                   | 1-10553-0000-0000    |                |
|        | Brasão de Cananeia                     |                         |                      | brasão                                                                                                   | 1-10554-0000-0000    |                |
|        | Brasão do Tietê                        | Luísa da Fonseca        |                      | brasão                                                                                                   | 1-10555-0000-0000    |                |
|        | Brasão de São Bernardo                 |                         |                      | brasão                                                                                                   | 1-10556-0000-0000    |                |
|        | Brasão de Monte Alto                   | José Wasth Rodrigues    |                      | brasão                                                                                                   | 1-10557-0000-0000    |                |
|        | Brasão de Ibitinga                     |                         |                      | brasão                                                                                                   | 1-10558-0000-0000    | eQHJ4uW7CQkGoA |
|        | Brasão de Capivarí                     | Luísa da Fonseca        |                      | brasão                                                                                                   | 1-10559-0000-0000    | uwGlRMHc1PRpuw |
|        | Brasão de São José dos Campos          | José Wasth Rodrigues    |                      | brasão                                                                                                   | 1-10560-0000-0000    |                |
|        | Brasão de Santos                       |                         |                      | brasão                                                                                                   | 1-10561-0000-0000    |                |
|        | Brasão de São Carlos                   | José Wasth Rodrigues    |                      | brasão                                                                                                   | 1-10563-0000-0000    |                |
|        | Brasão de Jaboticabal                  | José Wasth Rodrigues    |                      | brasão                                                                                                   | 1-10564-0000-0000    |                |
|        | Brasão de Santo Amaro                  |                         |                      | brasão                                                                                                   | 1-10565-0000-0000    |                |
|        | Brasão de Socorro                      | Luísa da Fonseca        |                      | brasão                                                                                                   | 1-10566-0000-0000    |                |
|        | Brasão de Taubaté (Primeira Feição)    |                         |                      | brasão                                                                                                   | 1-10567-0000-0000    | OAGdciFicB0Nug |
|        | Brasão de Jundiaí                      |                         |                      | brasão                                                                                                   | 1-10568-0000-0000    | 7gEUKgGGXePgxg |
|        | Brasão da Cidade de Tatuí              | José Wasth Rodrigues    |                      | brasão                                                                                                   | 1-10661-0000-0000    |                |
|        | Brasão de Guarulhos                    | José Wasth Rodrigues    |                      | brasão                                                                                                   | 1-10662-0000-0000    |                |
|        | Brasão de Campinas                     | José Wasth Rodrigues    |                      | brasão                                                                                                   | 1-10663-0000-0000    |                |
|        | Brasão de Joinville                    | José Wasth Rodrigues    |                      | brasão                                                                                                   | 1-10665-0000-0000    |                |
|        | Brasão de Guaratinguetá                | José Wasth Rodrigues    |                      | brasão                                                                                                   | 1-10666-0000-0000    |                |
|        | Brasão de Vassouras                    |                         |                      | brasão                                                                                                   | 1-10667-0000-0000    |                |
|        | Brasão de Porto Feliz                  |                         |                      | brasão                                                                                                   | 1-10668-0000-0000    |                |
|        | Brasão de Porto Seguro                 | José Wasth Rodrigues    |                      | brasão                                                                                                   | 1-10669-0000-0000    |                |
|        | Brasão de São Vicente                  |                         |                      | brasão                                                                                                   | 1-10671-0000-0000    |                |
|        | Brasão de Franca                       | José Wasth Rodrigues    |                      | brasão                                                                                                   | 1-10672-0000-0000    |                |
|        | Brasão de Ubatuba                      | José Wasth Rodrigues    |                      | brasão                                                                                                   | 1-10673-0000-0000    |                |
|        | Brasão de São Sebastião                |                         |                      | brasão                                                                                                   | 1-10674-0000-0000    | 2QF2ZbJpaAnXoA |
|        | Brasão de Sorocaba                     |                         |                      | brasão                                                                                                   | 1-10675-0000-0000    | oQEyWiqZs-myLA |
|        | Brasão de Amparo                       |                         |                      | brasão                                                                                                   | 1-10676-0000-0000    |                |
|        | Bandeira Imperial - Modelo Autografado | João Vieira de Carvalho |                      | bandeira brasão coroa galho                                                                              | 1-15196-0000-0000    |                |
|        | Brasão com Armas de Campinas           | José Wasth Rodrigues    |                      | brasão                                                                                                   | 1-19226-0000-0000    |                |
|        | Brasão de Taubaté                      | José Wasth Rodrigues    |                      | brasão                                                                                                   | 1-19533-0000-0000    |                |
|        | Brasão de Porto Feliz                  | José Wasth Rodrigues    |                      | brasão                                                                                                   | 1-19534-0000-0000    |                |
|        | Brasão de Parnaíba                     | José Wasth Rodrigues    |                      | brasão                                                                                                   | 1-19535-0000-0000    |                |
|        | Brasão de Sorocaba                     | José Wasth Rodrigues    |                      | brasão                                                                                                   | 1-19536-0000-0000    |                |
|        | Brasão de Itú                          | José Wasth Rodrigues    |                      | brasão                                                                                                   | 1-19537-0000-0000    |                |
|        | Brasão de Itanhaém                     | José Wasth Rodrigues    |                      | brasão                                                                                                   | 1-19538-0000-0000    |                |
|        | Brasão de São Paulo                    |                         |                      | brasão                                                                                                   | 1-20050-0000-0000    |                |